# Clusiosoma pullatum
Clusiosoma pullatum är en tvåvingeart som beskrevs av Erich Martin Hering 1941. Clusiosoma pullatum ingår i släktet Clusiosoma och familjen borrflugor. Inga underarter finns listade i Catalogue of Life.